# سرطان كماني متقوس
سرطان كماني متقوس (الاسم العلمي: Uca arcuata) هو نوع من الحيوانات يتبع جنس السرطان الكماني من فصيلة السرطانات الشبحية.